# 7232 Nabokov
7232 Nabokov eller 1985 UQ är en asteroid i huvudbältet som upptäcktes den 20 oktober 1985 av den tjeckiske astronomen Antonín Mrkos vid Kleť-observatoriet i Tjeckien. Den är uppkallad efter författaren Vladimir Nabokov.
Asteroiden har en diameter på ungefär 7 kilometer.